# 1. Fußball- und Sportverein Mainz 05 2007-2008
Questa voce raccoglie le informazioni riguardanti l'1. Fußball- und Sportverein Mainz 05 nelle competizioni ufficiali della stagione 2007-2008.

## Stagione
Nella stagione 2007-2008 il Magonza, allenato da Jürgen Klopp, concluse il campionato di 2. Bundesliga al 4º posto. In Coppa di Germania il Magonza fu eliminato al secondo turno dal Monaco 1860.

## Rosa
| N. |                               | Ruolo | Calciatore         |
| -- | ----------------------------- | ----- | ------------------ |
| 30 | Germania (bandiera)           | P     | Daniel Ischdonat   |
| 1  | Germania (bandiera)           | P     | Dimo Wache         |
| 29 | Germania (bandiera)           | P     | Christian Wetklo   |
| 5  | Germania (bandiera)           | D     | Christian Demirtas |
| 6  | Germania (bandiera)           | D     | Tim Hoogland       |
| 18 | Germania (bandiera)           | D     | Fabian Liesenfeld  |
| 24 | Germania (bandiera)           | D     | Stefan Markolf     |
| 4  | Macedonia del Nord (bandiera) | D     | Nikolče Noveski    |
| 17 | Germania (bandiera)           | D     | Marco Rose         |
| 28 | Serbia (bandiera)             | D     | Neven Subotić      |
| 2  | Danimarca (bandiera)          | D     | Bo Svensson        |
| 14 | Brasile (bandiera)            | D     | Wellington         |
| 22 | Algeria (bandiera)            | C     | Chadli Amri        |
| 7  | Germania (bandiera)           | C     | Markus Feulner     |
| 27 | Germania (bandiera)           | C     | Daniel Gunkel      |

| N. |                                 | Ruolo | Calciatore         |
| -- | ------------------------------- | ----- | ------------------ |
| 21 | Slovacchia (bandiera)           | C     | Miroslav Karhan    |
| 32 | Croazia (bandiera)              | C     | Josip Landeka      |
| 15 | Russia (bandiera)               | C     | Roman Neustädter   |
| 13 | Montenegro (bandiera)           | C     | Milorad Peković    |
| 19 | Colombia (bandiera)             | C     | Elkin Soto         |
| 3  | Bosnia ed Erzegovina (bandiera) | C     | Damir Vrančić      |
| 25 | Bosnia ed Erzegovina (bandiera) | C     | Mario Vrančić      |
| 8  | Serbia (bandiera)               | A     | Srđan Baljak       |
| 10 | Ghana (bandiera)                | A     | Isaac Boakye       |
| 9  | Ecuador (bandiera)              | A     | Félix Borja        |
| 33 | Germania (bandiera)             | A     | Nejmeddin Daghfous |
| 20 | Serbia (bandiera)               | A     | Ranisav Jovanović  |
| 31 | Francia (bandiera)              | A     | Francis Laurent    |
| 11 | Rep. Ceca (bandiera)            | A     | Petr Ruman         |

## Organigramma societario
Area tecnica
- Allenatore: Jürgen Klopp
- Allenatore in seconda: Željko Buvač
- Preparatore dei portieri: Stephan Kuhnert
- Preparatori atletici: Axel Busenkell, Christopher Rohrbeck

## Risultati

### 2. Bundesliga

#### Girone di andata
| Arbitro: | Fleischer |

|                                       |           |           |
| Feulner 5’, 56’ Ruman 55’ Vrančić 72’ | Marcatori | 43’ Džaka |

| Arbitro: | Gräfe |

|                               |           |  |
| Nehrig 32’ Reisinger 74’, 90’ | Marcatori |  |

| Arbitro: | Perl |

|                                       |           |            |
| Borja 12’ Gunkel 16’, 51’ Feulner 61’ | Marcatori | 74’ Paauwe |

| Arbitro: | Willenborg |

|               |           |                        |
| Omodiagbe 54’ | Marcatori | 17’ Feulner 77’ Gunkel |

| Arbitro: | Weiner |

|            |           |            |
| Gunkel 90’ | Marcatori | 90’ Benčík |

| Arbitro: | Brych |

|                     |           |  |
| Türker 41’ Judt 73’ | Marcatori |  |

| Arbitro: | Kinhöfer |

|                                        |           |  |
| Gunkel 33’ Borja 67’ Karhan 79’ (rig.) | Marcatori |  |

| Arbitro: | Meyer |

|            |           |  |
| Copado 32’ | Marcatori |  |

| Arbitro: | Seemann |

|                                    |           |            |
| Borja 58’, 65’ Amri 60’ Gunkel 84’ | Marcatori | 23’ Heller |

| Arbitro: | Kircher |

|          |           |                                   |
| Atem 75’ | Marcatori | 14’ Vrančić 51’ Subotić 76’ Borja |

| Arbitro: | Schriever |

|             |           |            |
| Peković 40’ | Marcatori | 81’ Möhrle |

| Arbitro: | Grudzinski |

|          |           |              |
| Koen 17’ | Marcatori | 36’ Hoogland |

| Arbitro: | Sippel |

|                                                   |           |                   |
| Hoogland 23’ Borja 62’ Amri 88’ Gunkel 90’ (rig.) | Marcatori | 44’ Reichenberger |

| Kaiserslautern 26 novembre 2007, ore 20:15 CET 14ª giornata | Kaiserslautern | 0 – 0 referto | Magonza | Fritz-Walter-Stadion (39 150 spett.)\| Arbitro: \| Brych \| |
| Arbitro:                                                    | Brych          |               |         |                                                             |

| Arbitro: | Stark |

|  |           |                     |
|  | Marcatori | 24’, 73’, 74’ Borja |

| Arbitro: | Kempter |

|              |           |  |
| Hoogland 59’ | Marcatori |  |

| Arbitro: | Schmidt |

|          |           |  |
| Eger 20’ | Marcatori |  |

#### Girone di ritorno
| Arbitro: | Zwayer |

|              |           |             |
| Hartmann 36’ | Marcatori | 11’ Subotić |

| Arbitro: | Frank |

|            |           |                           |
| Boakye 74’ | Marcatori | 51’ Kotuljac 88’ Biliškov |

| Arbitro: | Kircher |

|  |           |          |
|  | Marcatori | 3’ Borja |

| Arbitro: | Willenborg |

|                               |           |                       |
| Feulner 28’ Karhan 56’ (rig.) | Marcatori | 59’ Šimák 83’ Allagui |

| Arbitro: | Gagelmann |

|              |           |             |
| Schlitte 74’ | Marcatori | 90’ Subotić |

| Arbitro: | Hartmann |

|              |           |  |
| Hoogland 54’ | Marcatori |  |

| Arbitro: | Kempter |

|                      |           |            |
| Berhalter 58’ (rig.) | Marcatori | 48’ Baljak |

| Arbitro: | Sippel |

|                     |           |        |
| Špiláček 70’ (aut.) | Marcatori | 83’ Ba |

| Arbitro: | Stachowiak |

|                                |           |                                  |
| Paulus 9’ Nemec 17’ Müller 69’ | Marcatori | 5’ Gunkel 52’ (rig.), 75’ Karhan |

| Arbitro: | Aytekin |

|                                    |           |  |
| Hoogland 28’ Karhan 32’ Gunkel 86’ | Marcatori |  |

| Arbitro: | Henschel |

|                              |           |            |
| Szabics 21’ Benschneider 64’ | Marcatori | 11’ Baljak |

| Arbitro: | Bandurski |

|                                                     |           |                |
| Baljak 29’ Borja 40’, 61’, 83’ Feulner 60’ Amri 90’ | Marcatori | 64’ Damjanović |

| Arbitro: | Lupp |

|                   |           |                       |
| Cichon 36’ (rig.) | Marcatori | 39’ Subotić 45’ Borja |

| Arbitro: | Perl |

|                    |           |             |
| Borja 22’ Soto 90’ | Marcatori | 39’ Reinert |

| Arbitro: | Schößling |

|  |           |               |
|  | Marcatori | 75’ Brinkmann |

| Arbitro: | Kempter |

|                |           |  |
| Antar 22’, 66’ | Marcatori |  |

| Arbitro: | Sippel |

|                                           |           |           |
| Borja 10’ Baljak 14’, 27’, 88’ Gunkel 60’ | Marcatori | 86’ Bruns |

### Coppa di Germania
| Arbitro: | Kinhöfer |

|             |           |                                                                      |
| Gutzler 43’ | Marcatori | 21’ Peković 46’ Feulner 54’, 74’ Ruman 81’ Laurent 90’ (rig.) Gunkel |

| Arbitro: | Meyer |

|                         |           |           |
| Di Salvo 50’ Göktan 88’ | Marcatori | 52’ Borja |

## Statistiche

### Statistiche di squadra
| Competizione      | Punti | In casa | In casa | In casa | In casa | In casa | In casa | In trasferta | In trasferta | In trasferta | In trasferta | In trasferta | In trasferta | Totale | Totale | Totale | Totale | Totale | Totale | DR  |
| Competizione      | Punti | G       | V       | N       | P       | Gf      | Gs      | G            | V            | N            | P            | Gf           | Gs           | G      | V      | N      | P      | Gf     | Gs     | DR  |
| ----------------- | ----- | ------- | ------- | ------- | ------- | ------- | ------- | ------------ | ------------ | ------------ | ------------ | ------------ | ------------ | ------ | ------ | ------ | ------ | ------ | ------ | --- |
| 2. Bundesliga     | 58    | 17      | 11      | 4       | 2       | 43      | 15      | 17           | 5            | 6            | 6            | 19           | 21           | 34     | 16     | 10     | 8      | 62     | 36     | +26 |
| Coppa di Germania | -     | 0       | 0       | 0       | 0       | 0       | 0       | 2            | 1            | 0            | 1            | 7            | 3            | 2      | 1      | 0      | 1      | 7      | 3      | +4  |
| Totale            | -     | 17      | 11      | 4       | 2       | 43      | 15      | 19           | 6            | 6            | 7            | 26           | 24           | 36     | 17     | 10     | 9      | 69     | 39     | +30 |

### Andamento in campionato
| Giornata  | 1 | 2 | 3 | 4 | 5 | 6 | 7 | 8 | 9 | 10 | 11 | 12 | 13 | 14 | 15 | 16 | 17 | 18 | 19 | 20 | 21 | 22 | 23 | 24 | 25 | 26 | 27 | 28 | 29 | 30 | 31 | 32 | 33 | 34 |
| --------- | - | - | - | - | - | - | - | - | - | -- | -- | -- | -- | -- | -- | -- | -- | -- | -- | -- | -- | -- | -- | -- | -- | -- | -- | -- | -- | -- | -- | -- | -- | -- |
| Luogo     | C | T | C | T | C | T | C | T | C | T  | C  | T  | C  | T  | T  | C  | T  | T  | C  | T  | C  | T  | C  | T  | C  | T  | C  | T  | C  | T  | C  | C  | T  | C  |
| Risultato | V | P | V | V | N | P | V | P | V | V  | N  | N  | V  | N  | V  | V  | P  | N  | P  | V  | N  | N  | V  | N  | N  | N  | V  | P  | V  | V  | V  | P  | P  | V  |
| Posizione | 2 | 8 | 4 | 3 | 3 | 7 | 5 | 6 | 5 | 3  | 4  | 5  | 3  | 3  | 3  | 2  | 2  | 2  | 3  | 2  | 2  | 2  | 2  | 3  | 3  | 4  | 3  | 4  | 4  | 3  | 2  | 4  | 4  | 4  |

Legenda:

Luogo: C = Casa; T = Trasferta. Risultato: V = Vittoria; N = Pareggio; P = Sconfitta.

### Statistiche dei giocatori
| Giocatore     | 2. Bundesliga | 2. Bundesliga | 2. Bundesliga | 2. Bundesliga | Coppa di Germania | Coppa di Germania | Coppa di Germania | Coppa di Germania | Totale   | Totale | Totale      | Totale     |
| Giocatore     | Presenze      | Reti          | Ammonizioni   | Espulsioni    | Presenze          | Reti              | Ammonizioni       | Espulsioni        | Presenze | Reti   | Ammonizioni | Espulsioni |
| ------------- | ------------- | ------------- | ------------- | ------------- | ----------------- | ----------------- | ----------------- | ----------------- | -------- | ------ | ----------- | ---------- |
| D. Ischdonat  | 16            | 0             | 2             | 0             | -                 | -                 | -                 | -                 | 16       | 0      | 2           | 0          |
| D. Wache      | 9             | 0             | 1             | 0             | 1                 | 0                 | 0                 | 0                 | 10       | 0      | 1           | 0          |
| C. Wetklo     | 9             | 0             | 1             | 0             | 1                 | 0                 | 0                 | 0                 | 10       | 0      | 1           | 0          |
| C. Demirtas   | 23            | 0             | 1             | 0             | 2                 | 0                 | 0                 | 0                 | 25       | 0      | 1           | 0          |
| T. Hoogland   | 30            | 5             | 4             | 0             | 2                 | 0                 | 0                 | 0                 | 32       | 5      | 4           | 0          |
| F. Liesenfeld | 1             | 0             | 0             | 0             | -                 | -                 | -                 | -                 | 1        | 0      | 0           | 0          |
| S. Markolf    | 8             | 0             | 1             | 0             | -                 | -                 | -                 | -                 | 8        | 0      | 1           | 0          |
| N. Noveski    | 29            | 0             | 5             | 1             | 2                 | 0                 | 0                 | 0                 | 31       | 0      | 5           | 1          |
| M. Rose       | 19            | 0             | 5             | 0             | 1                 | 0                 | 0                 | 0                 | 20       | 0      | 5           | 0          |
| N. Subotić    | 33            | 4             | 2             | 0             | 1                 | 0                 | 0                 | 0                 | 34       | 4      | 2           | 0          |
| B. Svensson   | 9             | 0             | 2             | 0             | 1                 | 0                 | 0                 | 0                 | 10       | 0      | 2           | 0          |
| Wellington    | 6             | 0             | 1             | 0             | -                 | -                 | -                 | -                 | 6        | 0      | 1           | 0          |
| C. Amri       | 26            | 3             | 2             | 1             | 1                 | 0                 | 0                 | 0                 | 27       | 3      | 2           | 1          |
| M. Feulner    | 27            | 6             | 4             | 0             | 1                 | 1                 | 0                 | 0                 | 28       | 7      | 4           | 0          |
| D. Gunkel     | 28            | 10            | 6             | 0             | 2                 | 1                 | 0                 | 0                 | 30       | 11     | 6           | 0          |
| M. Karhan     | 32            | 5             | 4             | 0             | 2                 | 0                 | 0                 | 0                 | 34       | 5      | 4           | 0          |
| J. Landeka    | -             | -             | -             | -             | -                 | -                 | -                 | -                 | -        | -      | -           | -          |
| R. Neustädter | -             | -             | -             | -             | -                 | -                 | -                 | -                 | -        | -      | -           | -          |
| M. Peković    | 32            | 1             | 10            | 0             | 1                 | 1                 | 1                 | 0                 | 33       | 2      | 11          | 0          |
| E. Soto       | 7             | 1             | 0             | 0             | 1                 | 0                 | 0                 | 0                 | 8        | 1      | 0           | 0          |
| D. Vrančić    | 17            | 2             | 1             | 0             | -                 | -                 | -                 | -                 | 17       | 2      | 1           | 0          |
| M. Vrančić    | 5             | 0             | 0             | 0             | 1                 | 0                 | 0                 | 0                 | 6        | 0      | 0           | 0          |
| S. Baljak     | 23            | 6             | 2             | 0             | 1                 | 0                 | 0                 | 0                 | 24       | 6      | 2           | 0          |
| I. Boakye     | 13            | 1             | 0             | 0             | -                 | -                 | -                 | -                 | 13       | 1      | 0           | 0          |
| F. Borja      | 32            | 16            | 8             | 0             | 1                 | 1                 | 1                 | 0                 | 33       | 17     | 9           | 0          |
| N. Daghfous   | 15            | 0             | 2             | 0             | 2                 | 0                 | 0                 | 0                 | 17       | 0      | 2           | 0          |
| R. Jovanović  | 13            | 0             | 0             | 0             | 1                 | 0                 | 0                 | 0                 | 14       | 0      | 0           | 0          |
| F. Laurent    | 6             | 0             | 0             | 0             | 1                 | 1                 | 0                 | 0                 | 7        | 1      | 0           | 0          |
| P. Ruman      | 6             | 1             | 0             | 0             | 1                 | 2                 | 0                 | 0                 | 7        | 3      | 0           | 0          |